# Yezoceryx nigrolineatus
Yezoceryx nigrolineatus là một loài tò vò trong họ Ichneumonidae.